# Feillens
Feillens es una comuna francesa situada en el departamento de Ain, de la región de Auvernia-Ródano-Alpes.

## Demografía
| 2 071 | 2 153 | 2 296 | 2 538 | 2 605 | 2 595 | 2 624 | 2 933 | 3 107 | 3 186 | 3 291 |
| Para los censos de 1962 a 1999 la población legal corresponde a la población sin duplicidades (Fuente: INSEE [Consultar]) |       |       |       |       |       |       |       |       |       |       |